# Jüdische Gemeinde Ahrweiler

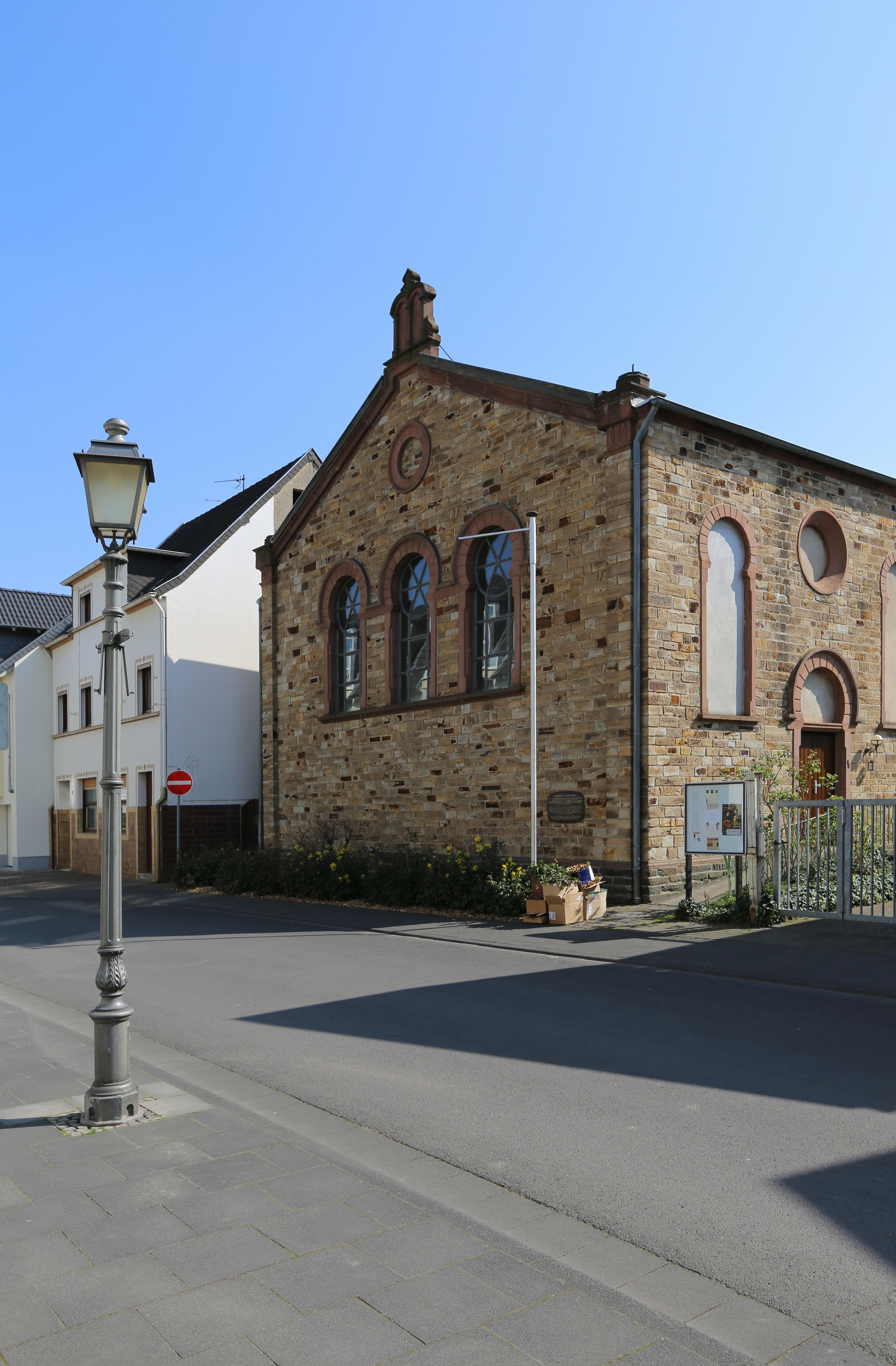
Ehemalige Synagoge Ahrweiler

Eine jüdische Gemeinde in Ahrweiler, heute ein Stadtteil von Bad Neuenahr-Ahrweiler im Landkreis Ahrweiler (Rheinland-Pfalz), ist seit dem Ende des 13. Jahrhunderts nachgewiesen. Sie bestand bis Juli 1942.

## Geschichte

### Vom Mittelalter zur Neuzeit
Ahrweiler erhielt 1248 die Stadtrechte. Jüdische Einwohner standen unter dem Schutz des Kölner Erzbischofs. In Köln selbst wurden von 1248 bis 1255 Joseph von Ahrweiler und seine Frau Richa im Judenschreinsbuch der Laurenzpfarre genannt, ein jüngerer Joseph von Ahrweiler mit Frau Genanna ist dort um die Wende zum 14. Jahrhundert nachweisbar. Eine Judengasse (heute die Niederhutstraße) wurde in Ahrweiler erstmals 1290 erwähnt. Im Jahr 1335 gestattete Erzbischof Walram den Juden in Ahrweiler das Recht zum Handel mit Fleisch und verordnete ihnen die gleichen Gewichte wie in Bonn. In der Pestzeit 1348/49 wurde die jüdische Gemeinde durch Pogrome vernichtet. Juden kehrten 20 Jahre später in die Stadt zurück. Ein Hof in der Judengassen wird um 1400 genannt, eine Mikwe an der Ahr ist gleichfalls nachweisbar. Im 15. Jahrhundert wurde der Arzt und Dichter Baruch ben Simon bekannt.
Der Synagogenbezirk Ahrweiler wurde 1863 nach dem Preußischen Judengesetz von 1847 geschaffen. Ihm gehörten neben den Juden von Ahrweiler die Gemeindemitglieder von Dernau und Lantershofen an.
Bis 1890 wuchs die jüdische Gemeinde auf über 100 Personen an. Sie stellte im folgenden Jahr den Antrag auf Erteilung des Corporationsrechts bei der Bezirksregierung in Koblenz und bekam damit den Status einer Körperschaft nach öffentlichem Recht. Die Gemeinde war im Besitz eines Grundstücks in der Wilhelmstraße. Nachdem jedoch eine Reihe von Gründen gegen einen Bau vor Stadtmauer und Niederthor sprach, wurde 1893 ein anderer Bauplatz für die Synagoge erworben, die im folgenden Jahr eingeweiht wurde.

### Nationalsozialistische Verfolgung
Die Synagoge wurde nach der Reichspogromnacht in den Morgenstunden des 10. November 1938 geschändet und verwüstet. Letztmals genutzt wurde sie im März 1945 durch US-Soldaten jüdischen Glaubens und ihren Armeerabbiner. Nach Leerstand diente sie von 1955 bis 1981 als Spritz- und Düngemittellager der Raiffeisengenossenschaft. In den folgenden Jahren wurde die jüdische Gemeinde mehr und mehr ausgegrenzt und in ihrem Leben eingeschränkt. Im September 1941 wurde das Tragen des Judensterns zur Pflicht erklärt und die letzten 16 Juden des Orts in ein Judenhaus in der Plätzerstraße 4 zwangseingewiesen. Sie wurden am 27. Juli 1942 in Konzentrationslager deportiert.
Heute erinnern 29 Stolpersteine des Künstlers Gunter Demnig an das Schicksal der Gemeindemitglieder.

## Betsäle und Synagogen
Ein Betsaal oder eine Synagoge zu Zeiten des Mittelalters lassen sich nicht nachweisen. Nachdem Kosel Abraham mit seiner Ehefrau Gedela Isaac am 23. Juni 1773 ein Haus in der Judengasse (Niederhutstraße 56–58) erworben hatte, ließ er es „gleich nach dem Ankauf zu bequemer Haltung der Judenschule oder Synagoge“ umbauen. Im Keller wurde „ein Gewölb“ für den Betsaal eingezogen. Der nahe Mühlenkanal lieferte Wasser für die ebenfalls vorhandene Mikwe.
Nach dieser „Kellerbetstube“ konnte die Gemeinde nach 1796 einen Betsaal im benachbarten Dernau benutzen. Ein eigener Betsaal im Obergeschoss eines Wohnhauses (Plätzerstraße 43) wurde 1844 eingerichtet. Der Raum mit Platz für etwa 40 Personen wurde auch von jüdischen Kurgästen aus Neuenahr besucht. Sie stifteten 1881/82 einen Toravorhang (Parochet), der nach dem Zweiten Weltkrieg in den Vereinigten Staaten wiedergefunden wurde und 1989 als Leihgabe der Stadtverwaltung in die Toranische der Synagoge zurückkehrte.

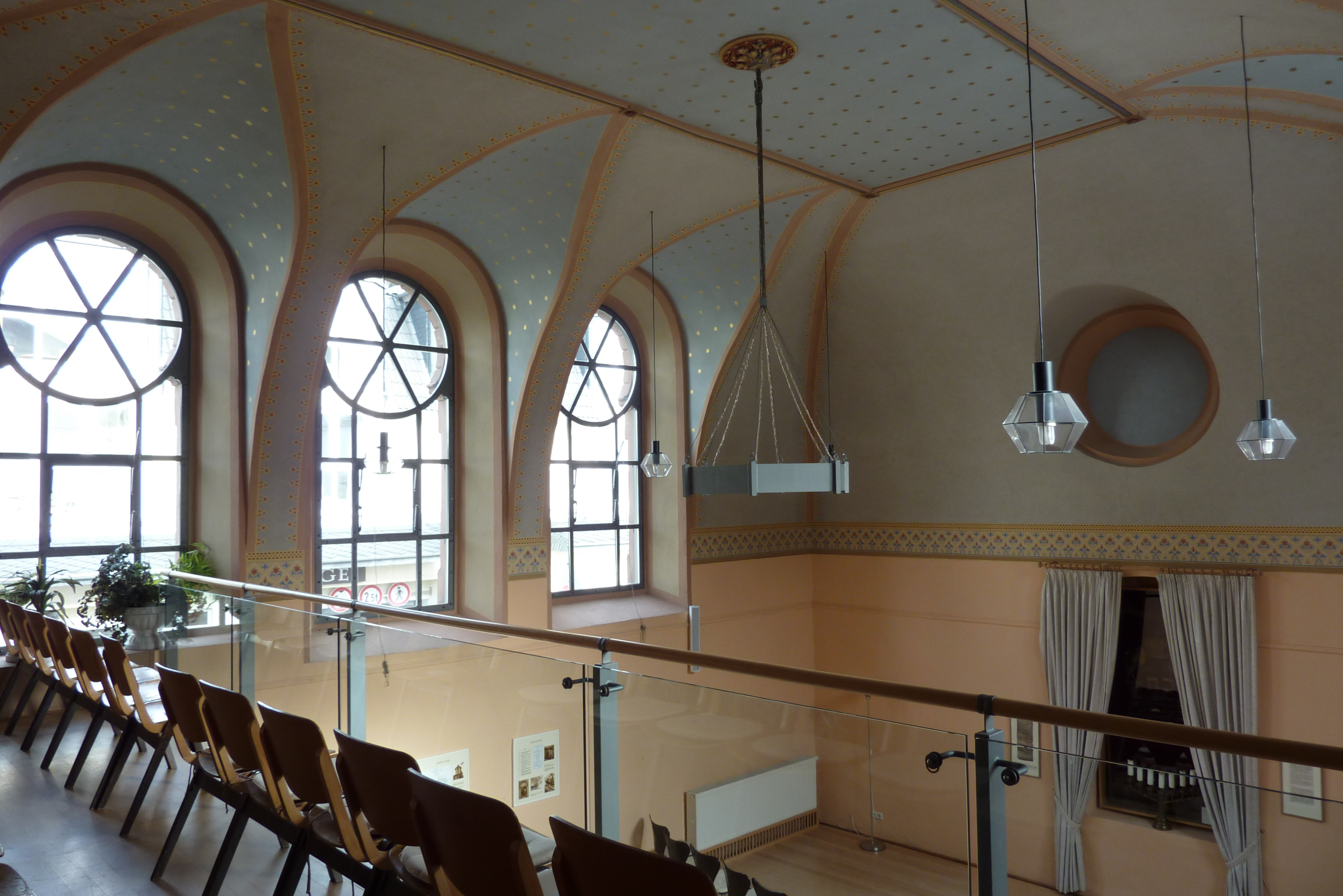
Blick von der Frauenempore der Synagoge

Der Neubau einer Synagoge im maurischem Stil wurde am 21. Oktober 1894 feierlich eingeweiht. Die Torarolle hatte der Gemeindevorsteher Friedrich Wilhelm Heymann im März 1894 gestiftet. Der Bau wurde nach Schändung und Umnutzung 1981 vom Bürgerverein Synagoge erworben und 1982 unter Denkmalschutz gestellt. Er wird seit Mai 1990 für kulturelle Veranstaltungen genutzt.

## Friedhöfe
Der alte jüdische Friedhof am Alten Weg in Richtung Marienthal ist heute nicht mehr zu lokalisieren. Die Gemeinde bat 1860 um die Anlage eines neuen Friedhofs in der Schützenstraße. 1870 wurde er erstmals belegt. Als letztes Gemeindemitglied wurde dort 1960 Hanna Hegdorn, geborene Gottschalk, bestattet. Der Friedhof wird von der Jüdischen Gemeinde Koblenz gepflegt.
Im Synagogenbezirk Ahrweiler bestand noch der Friedhof in Dernau, der zu den ältesten der Region gehört.